# Điền kinh tại Đại hội Thể thao Đông Nam Á
Điền kinh là một trong những môn thể thao thi đấu thường xuyên có mặt tại các kỳ Đại hội thể thao Đông Nam Á (SEA Games) diễn ra hai năm một lần, Môn này đã có mặt tại SEA Games kể từ kỳ đại hội đầu tiên của Đại hội Thể thao Bán đảo Đông Nam Á (SEAP) vào năm 1959.
Điền kinh thường có số lượng nội dung thi đấu và huy chương nhiều nhất trong các môn thể thao, ví dụ tại SEA Games 2019, có 48 bộ huy chương điền kinh trong tổng số 530 bộ huy chương của toàn đại hội năm 2019 .

## Các kỳ đại hội
| Kỳ đại hội                          | Năm     | Thành phố                      | Quốc gia chủ nhà | Tổng số nội dung | Đoàn thể thao dẫn đầu    | Đoàn thể thao hạng nhì   | Đoàn thể thao hạng ba    | Kết quả |
| ----------------------------------- | ------- | ------------------------------ | ---------------- | ---------------- | ------------------------ | ------------------------ | ------------------------ | ------- |
| Đại hội Thể thao Bán đảo Đông Nam Á |         |                                |                  |                  |                          |                          |                          |         |
| I                                   | 1959 () | Bangkok                        | Thái Lan         | {{}}             |                          |                          |                          | [ 1 ]   |
| II                                  | 1961 () | Rangoon                        | Miến Điện        | {{}}             |                          |                          |                          | [ 2 ]   |
| -                                   | 1963    | (Hủy)                          | Campuchia        | {{}}             |                          |                          |                          |         |
| III                                 | 1965 () | Kuala Lumpur                   | Malaysia         | {{}}             |                          |                          |                          | [ 3 ]   |
| IV                                  | 1967 () | Bangkok                        | Thái Lan         | {{}}             |                          |                          |                          | [ 4 ]   |
| V                                   | 1969 () | Rangoon                        | Miến Điện        | {{}}             |                          |                          |                          | [ 5 ]   |
| VI                                  | 1971 () | Kuala Lumpur                   | Malaysia         | {{}}             |                          |                          |                          | [ 6 ]   |
| VII                                 | 1973 () | Singapore                      | Singapore        | {{}}             |                          |                          |                          | [ 7 ]   |
| VIII                                | 1975 () | Bangkok                        | Thái Lan         | {{}}             |                          |                          |                          | [ 8 ]   |
| Đại hội Thể thao Đông Nam Á         |         |                                |                  |                  |                          |                          |                          |         |
| IX                                  | 1977 () | Kuala Lumpur                   | Malaysia         | Miến Điện        | [ 9 ]                    |                          |                          |         |
| X                                   | 1979 () | Jakarta                        | Indonesia        | {{}}             |                          |                          |                          | [ 10 ]  |
| XI                                  | 1981 () | Manila                         | Philippines      | Miến Điện        | [ 11 ]                   |                          |                          |         |
| XII                                 | 1983 () | Singapore                      | Singapore        | Philippines      | [ 12 ]                   |                          |                          |         |
| XIII                                | 1985 () | Bangkok                        | Thái Lan         | 41               | Thái Lan · (10-12-10) ·  | Philippines · (10-4-5) · | Indonesia · (9-12-12) ·  | [ 13 ]  |
| XIV                                 | 1987 () | Jakarta                        | Indonesia        | 45               | Indonesia · (17-13-19) · | Thái Lan · (8-9-4) ·     | Malaysia · (8-4-7) ·     | [ 14 ]  |
| XV                                  | 1989 () | Kuala Lumpur                   | Malaysia         | {{}}             |                          |                          |                          | [ 15 ]  |
| XVI                                 | 1991 () | Manila                         | Philippines      | 44               | Thái Lan · (12-8-9) ·    | Malaysia · (11-7-9) ·    | Philippines · (8-8-8) ·  | [ 16 ]  |
| XVII                                | 1993 () | Singapore                      | Singapore        | 44               | Malaysia · (14-6-7) ·    | Indonesia · (13-11-7) ·  | Thái Lan · (8-11-7) ·    | [ 17 ]  |
| XVIII                               | 1995 () | Chiang Mai                     | Thái Lan         | {{}}             |                          |                          |                          | [ 18 ]  |
| XIX                                 | 1997 () | Jakarta                        | Indonesia        | {{}}             |                          |                          |                          | [ 19 ]  |
| XX                                  | 1999 () | Bandar Seri Begawan            | Brunei           | {{}}             |                          |                          |                          | [ 20 ]  |
| XXI                                 | 2001 () | Kuala Lumpur                   | Malaysia         | 46               | Thái Lan · (22-8-11) ·   | Philippines · (8-11-4) · | Malaysia · (8-5-9) ·     | [ 21 ]  |
| XXII                                | 2003 () | Hà Nội & Thành phố Hồ Chí Minh | Việt Nam         | 45               | Thái Lan · (13-14-13) ·  | Việt Nam · (8-15-8) ·    | Philippines · (8-3-5) ·  | [ 22 ]  |
| XXIII                               | 2005 () | Manila, Laguna, Cebu, Bacolod  | Philippines      | 45               | Thái Lan · (12-13-19) ·  | Philippines · (9-11-9) · | Việt Nam · (8-8-4) ·     | [ 23 ]  |
| XXIV                                | 2007 () | Nakhon Ratchasima              | Thái Lan         | 45               | Thái Lan · (17-19-9) ·   | Việt Nam · (8-4-5) ·     | Indonesia · (7-7-5) ·    | [ 24 ]  |
| XXV                                 | 2009 () | Viêng Chăn                     | Lào              | 45               | Thái Lan · (14-20-14) ·  | Indonesia · (7-7-7) ·    | Việt Nam · (7-4-11) ·    | [ 25 ]  |
| XXVI                                | 2011 () | Palembang & Jakarta            | Indonesia        | 46               | Thái Lan · (14-9-9) ·    | Indonesia · (13-12-11) · | Việt Nam · (9-9-14) ·    | [ 26 ]  |
| XXVII                               | 2013 () | Naypyidaw                      | Myanmar          | 46               | Thái Lan · (17-13-10) ·  | Việt Nam · (11-10-12) ·  | Indonesia · (6-4-7) ·    | [ 27 ]  |
| XXVIII                              | 2015 () | Singapore                      | Singapore        | 46               | Thái Lan · (17-13-9) ·   | Việt Nam · (11-15-8) ·   | Indonesia · (7-4-4) ·    | [ 28 ]  |
| XXIX                                | 2017 () | Kuala Lumpur                   | Malaysia         | 45               | Việt Nam · (17-11-6) ·   | Thái Lan · (9-13-11) ·   | Malaysia · (8-8-9) ·     | [ 29 ]  |
| XXX                                 | 2019 () | Philippines                    | Philippines      | 49               | Việt Nam · (16-12-10) ·  | Thái Lan · (12-11-12) ·  | Philippines · (11-8-8) · | [ 30 ]  |
| XXXI                                | 2021 () | Hà Nội                         | Việt Nam         | 47               | Việt Nam · (22-14-8) ·   | Thái Lan · (12-11-8) ·   | Philippines · (5-7-14) · | [ 31 ]  |
| XXXII                               | 2023 () | Phnôm Pênh                     | Campuchia        | 47               | Thái Lan · (14-8-5) ·    | Việt Nam · (12-20-8) ·   | Indonesia · (7-3-9) ·    | [ 32 ]  |

## Bảng tổng sắp huy chương (1959-2023)
Nguồn: 
| Hạng                | Quốc gia            | Vàng | Bạc  | Đồng | Tổng số |
| ------------------- | ------------------- | ---- | ---- | ---- | ------- |
| 1                   | Thái Lan (THA)      | 375  | 302  | 275  | 952     |
| 2                   | Malaysia (MAS)      | 285  | 235  | 251  | 771     |
| 3                   | Myanmar (MYA)       | 176  | 186  | 139  | 501     |
| 4                   | Indonesia (INA)     | 155  | 178  | 189  | 522     |
| 5                   | Philippines (PHI)   | 141  | 154  | 161  | 456     |
| 6                   | Việt Nam (VIE)      | 133  | 138  | 126  | 397     |
| 7                   | Singapore (SIN)     | 69   | 112  | 129  | 310     |
| 8                   | Campuchia (CAM)     | 12   | 9    | 15   | 36      |
| 9                   | Brunei (BRU)        | 0    | 2    | 6    | 8       |
| 10                  | Đông Timor (TLS)    | 0    | 2    | 0    | 2       |
| 11                  | Lào (LAO)           | 0    | 0    | 8    | 8       |
| Tổng số (11 đơn vị) | Tổng số (11 đơn vị) | 1346 | 1318 | 1299 | 3963    |